# Alfred Eidel
Alfred Eidel (23 de maio de 1910 - 23 de junho de 1944) foi um oficial alemão que serviu no Deutsches Heer durante a Segunda Guerra Mundial. Foi condecorado com a Cruz de Cavaleiro da Cruz de Ferro com Folhas de Carvalho.

## Condecorações
| Cruz de Ferro (1939) 2ª Classe                                   | 9 de junho de 1940     |
| Cruz de Ferro (1939) 1ª Classe                                   | 29 de junho de 1941    |
| Cruz Germânica em Ouro                                           | 21 de agosto de 1942   |
| Cruz de Cavaleiro da Cruz de Ferro                               | 24 de setembro de 1942 |
| Cruz de Cavaleiro da Cruz de Ferro com Folhas de Carvalho nº 283 | 23 de agosto de 1943   |